# غورماين
غورماين (بالإنجليزية: Gormain)‏ هي منطقة سكنية تقع في الصين في أزمة التبت والصين. يقدر عدد سكانها بـ
- نسمة .